# Ydre Nordhavn
Ydre Nordhavn er et område i København, der ligger på den østlige side af kystbanens togskinner. Unicef og PFA pension har blandt andet kontorer i Ydre Nordhavn.
For området har der været planer om en krydstogsterminal og en containerterminal.